# 化感作用
化感作用又称他感作用、异种化感、异种克生、相剋作用、毒他作用，是指一种生物产生一种或多种生物化学成分向环境释出，以影响其他相邻生物生长、生存与繁殖的生物学现象。
化感物质（allelochemical）是植物或微生物所释放对其他生物生长发育产生影响的信息化学物质。例如寄主植物释放能引起寄生物行为或生理反应的化学物质。
术语 allelopathy 的词根 allelo- 和 -pathy 源自古希腊语 ἀλληλ-（allēl-，other）“其他、另一”之义，和 πάθος（páthos，suffering）“受难、痛苦”之义。